# Sławosław
Sławosław – staropolskie imię męskie, złożone z członów Sławo- („sława”) i -sław („sława”). Andrzej Bańkowski twierdzi, że imię to najprawdopodobniej pierwotnie brzmiało Słabosław. Może oznaczać „ten, kto sławi sławę”.
Imię rzadkie. W styczniu 2025 r. w rejestrze PESEL, wśród publicznie dostępnych danych dotyczących osób żyjących, wykazano 2 mężczyzn o imieniu Sławosław nadanym jako imię pierwsze.
Sławosław imieniny obchodzi 25 lipca.